# John Henry
John Henry es una película de suspenso dramático de 2020 protagonizada por Terry Crews y Ludacris, y dirigida por Will Forbes. La película se estrenó el 24 de enero de 2020.

## Sinopsis
La película sigue al exmiembro de una pandilla, John Henry, quien cambió la violencia por una vida más tranquila en el sur de Los Ángeles. Henry se encuentra con dos niños inmigrantes que huyen de su antiguo líder de pandillas y tiene que decidir si vuelve a visitar su pasado problemático para ayudar a darles a los dos niños un futuro mejor.

## Reparto
- Terry Crews como John Henry
- Ludacris
- Jamila Velázquez
- Ken Foree
- Tyler Alvarez
- Joseph Julian Soria

## Producción
El 30 de mayo de 2018, se anunció que Terry Crews y Ludacris habían firmado como personajes principales en la película, protagonizada junto a Jamila Velázquez, Ken Foree, Tyler Alvarez y Joseph Julian Soria.
La película es producida por los Defiant  Studios de Eric B. Fleischman, Automatik de Brian Kavanaugh-Jones y Kodiak Pictures de Maurice Fadida.

### Rodaje
El 21 de mayo de 2018, la fotografía principal de la película comenzó en Los Ángeles, California.

## Estreno
La película fue estrenada el 24 de enero de 2020.